# 亚历山德鲁·约安·库扎
亚历山德鲁·约安·库扎（Alexandru Ioan Cuza） (發音：[alekˈsandru iˈo̯an ˈkuza] ⓘ 或称亚历山德鲁·约安一世（Alexandru Ioan I），英文拼为亚历山大·约翰·库扎Alexander John Cuza; 1820年3月20日—1873年5月15日) 摩尔多瓦亲王和瓦拉几亚亲王，1862年成为统一的罗马尼亚的首位大公。他发起了全国乡村改革和农民解放等一系列的改革，是罗马尼亚社会现代化和国家机构的设计师。羅馬尼亞最古老的大學亞歷山德魯伊萬庫扎大學以他的名字命名。

## 生平

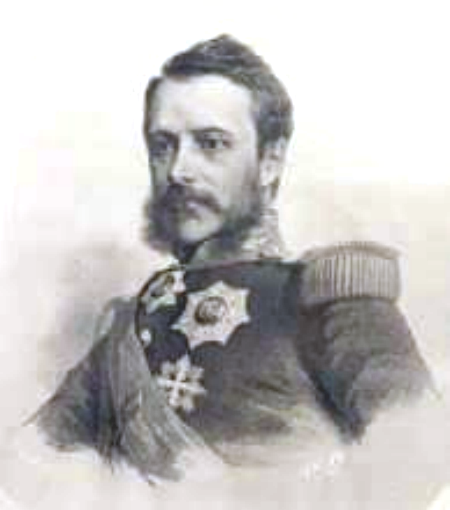
库扎在1860s; August Strixner所画肖像

库扎生于伯尔拉德，是摩尔多瓦贵族世家出身，其父伊斯普拉夫尼克(Ispravnic Ioan Cuza)是弗尔丘县地主。亚历山大从小接受欧洲教育，曾在巴黎等地求学，成年后在摩尔多瓦军队担任一名军官（上升到上校军衔）。在1844年他娶了埃琳娜·罗塞蒂（Elena Rosetti）。
1848年被称为欧洲的革命年，摩尔多瓦和瓦拉几亚也陷进了起义。摩尔多瓦动荡很快被镇压，但在瓦拉几亚被革命者掌权。年轻的库扎参加了反抗俄国和土耳其统治的革命鼓吹活动，被逮捕送到维也纳，不久在英国的支持下逃脱。
在格里戈雷·亚历山德鲁·吉卡亲王统治期间，1857年为摩尔多瓦临时议会议员，1858年任摩尔多瓦战争大臣，1859年月当选为摩尔多瓦亲王和瓦拉几亚亲王。1859年库扎将摩尔多瓦公国和瓦拉几亚公国组成公国联盟，1861年正式宣布罗马尼亚统一。库扎的权威一直不被他的名义宗主国奥斯曼帝国认可，直到1861年12月23日才得到苏丹阿卜杜勒－阿齊茲一世的承认。

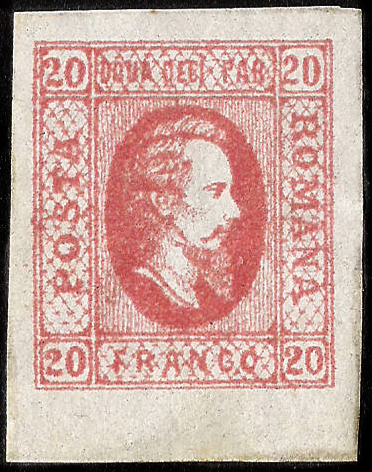
1865年邮票

库扎担任罗马尼亚大公后启动了一系列改革。他认为农民是国家的积极力量，从而没收了修道院的大片地产，实施土地改革，一方面给予农民土地所有权，一方面豁免徭役和什一税。此外，为了推行普遍义务教育，他修建了许多学校，创立了向贫苦学生发放奖学金的制度。他还实行选举法和司法制度的改革，采用基于拿破仑法典的刑法和民法(1864)，并改组国家的机构。他创立了雅西大学(1860)和布加勒斯特大学(1864)，并帮助推动发展一个现代化的、欧式的罗马尼亚军队，他也是罗马尼亚海军的创始人。
然而，他的政策引起了大地主和某些中产阶级分子的不满，他们反对他的土地改革法案，随着金融危机，又发生围绕他的情妇塔尔久-奥布雷诺维茨的丑闻，民众的不满情绪最终导致政变。
库扎在所谓的“巨大的联盟”的保守派和自由派逼迫下于1866年2月22日被迫签字退位，流亡国外。霍亨索伦-锡格马林根（Hohenzollern-Sigmaringen）的卡尔亲王于1866年4月20日号称卡罗尔一世被选为接任罗马尼亚大公。

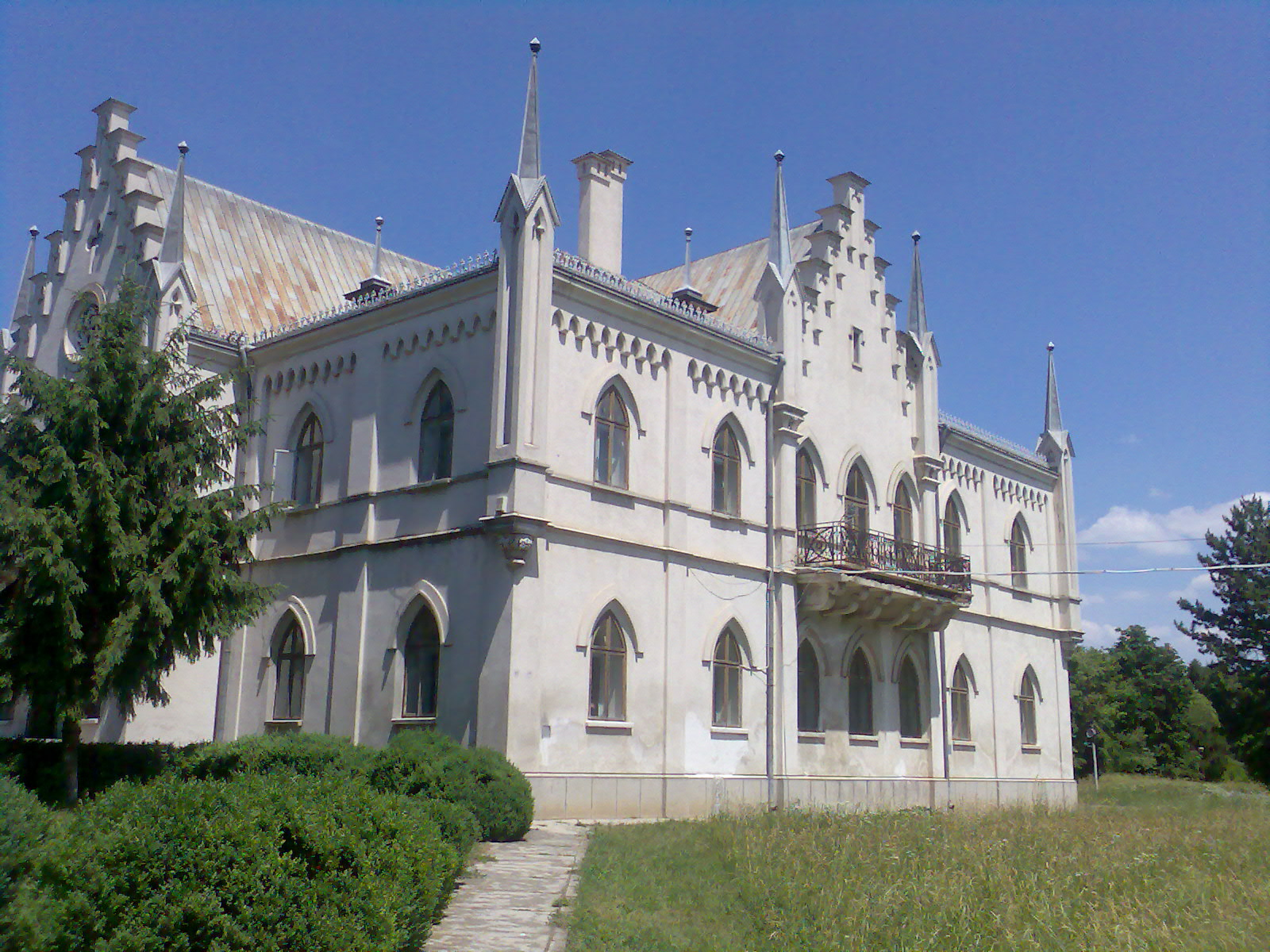
库扎家族雅西鲁吉诺阿萨住所

库扎在其流亡生活中度过余生，主要是居住在巴黎、维也纳和威斯巴登，还有他妻子的陪伴以及他的情妇和他的两个儿子。他死在海德堡。他的遗体被安葬在鲁吉诺阿萨他的住所那里，二战后被移到雅西Trei Ierarhi大教堂（Trei Ierarhi Cathedral）。
库扎和他的妻子埃琳娜没有孩子，埃琳娜将他的情妇卡塔尔久-奥布雷诺维茨（Elena Maria Catargiu-Obrenović）的两个儿子当成自己的孩子: Alexandru Al. Ioan Cuza（1862至1864之间出生–1889）和Dimitrie Cuza（1865–1888 自杀）。